# Matricea
Matricea este un film românesc din 1974 regizat de Paula Segall.